# Felsőszölnök
Felsőszölnök (Duits: Oberzemming) is een plaats en gemeente in het Hongaarse comitaat Vas. Felsőszölnök telt 683 inwoners (2004).

## Andere steden
- József Kossics

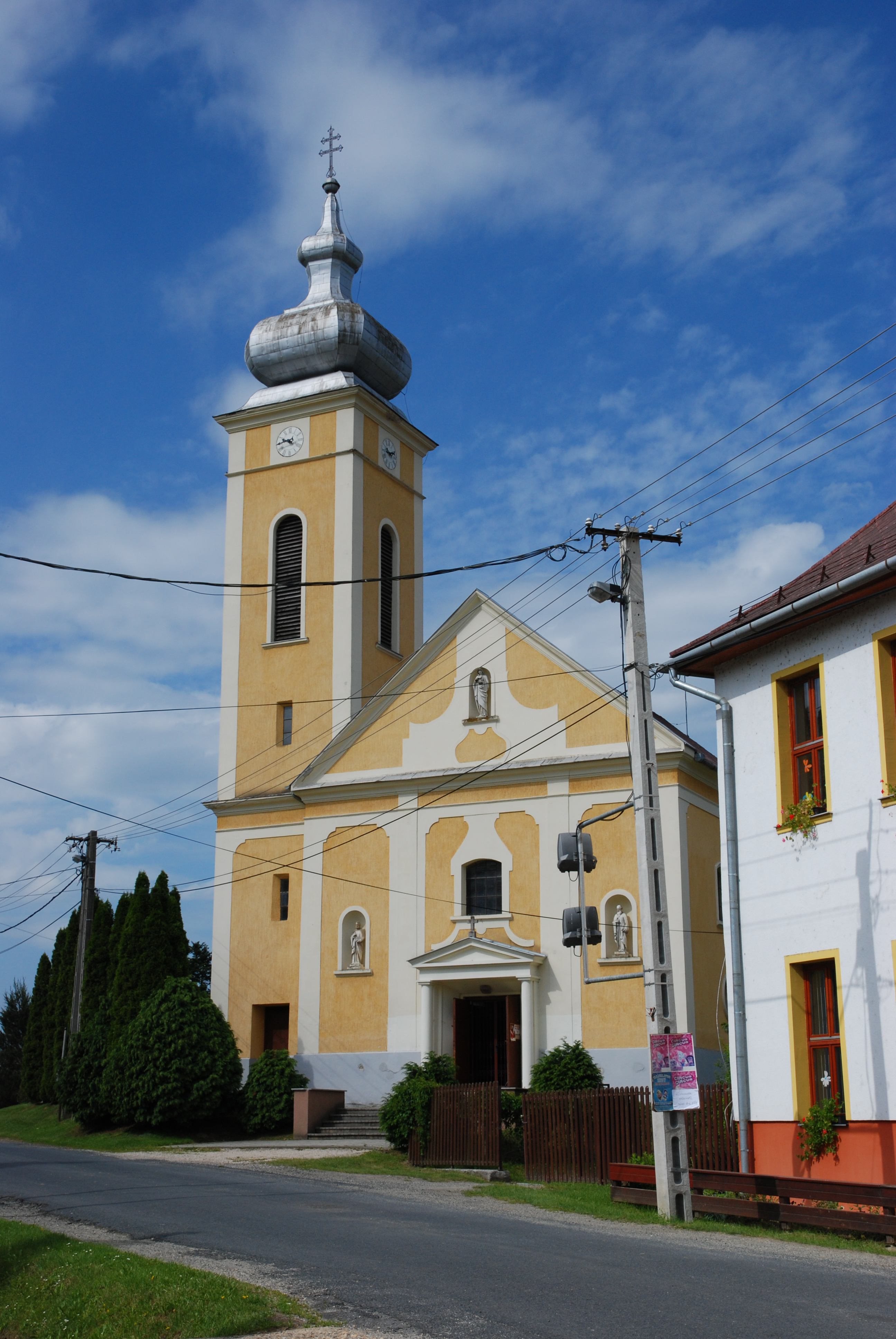
Kerk in Felsőszölnök
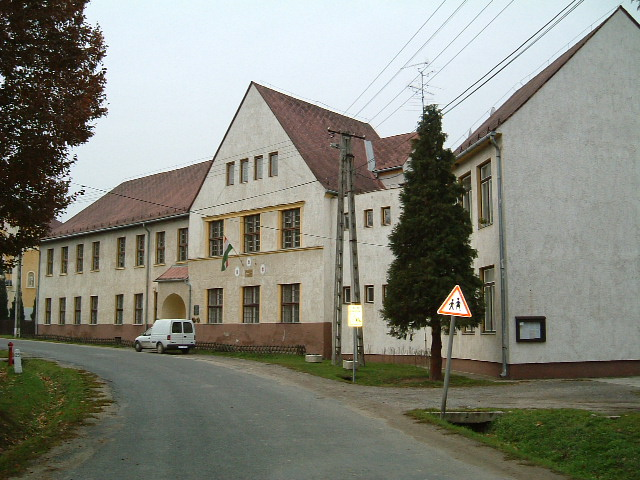
school in Felsőszölnök